# Кућа у којој је живео Венијамин Маринковић
Кућа у којој је живео Венијамин Маринковић налази се у селу Девићи у Ивањици.
Кућа Венијамина Маринковића представља пример сеоског неимарства у подголијским селима. Данас је споменик проглашен за непокретно културно добро.

## Венијамин Маринковић
У овој кући се родио и живео политички активиста Венијамин Маринковић у периоду између два рата. Он је био један од вођа оружаног устанка у ужичком крају. Био је професор и ужички командант у устанку. Почетком 1941. године био је члан Oкружног комитета КПЈ који се уочи рата налазио у Ужицу, заједно са Желимиром Ђурићем, Вуколом Дабићем, Добрилом Петровићем, Михајлом Јевтићем и Радојем Марићем. Погинуо је 1941. године у Пожеги.